# Agelista petrusewiczi
Agelista petrusewiczi är en spindelart som beskrevs av Lodovico di Caporiacco 1947. Agelista petrusewiczi ingår i släktet Agelista och familjen hoppspindlar. Inga underarter finns listade i Catalogue of Life.